# Jean Cordillot
Pour les articles homonymes, voir Cordillot.
Jean Cordillot, né le 17 mars 1927 à Cervon dans la Nièvre et mort le 14 avril 2016 à Massy,,, est un homme politique français. Membre du Parti communiste français, il est député de l'Yonne de 1956 à 1958 et maire de Sens de 1995 à 2001.

## Biographie
Jean Cordillot est le fils d’un petit cultivateur et d’une institutrice.
Diplômé de l'école normale d'instituteurs d'Auxerre, et après avoir commencé des études de lettres modernes et d’allemand pour obtenir une licence, Jean Cordillot est instituteur puis répétiteur à l’École nationale professionnelle de Vierzon (Cher) en 1947. Il est muté au lycée technique de Sens en 1950 comme répétiteur, puis comme professeur.
Il adhère au Parti communiste français en janvier 1947 et est secrétaire fédéral de 1953 à 1972.
En janvier 1956, il est élu député de l'Yonne et fait partie de la Commission des affaires économiques, de la Commission des territoires d'outre-mer dont il devient le secrétaire le 10 février 1956, puis de la Commission de l'éducation nationale. Il perd son siège aux élections législatives de 1958.
Époux de Suzette Varenne, institutrice, fille de Georges Varenne, il a eu cinq enfants, dont Michel Cordillot, historien du mouvement ouvrier et Claudine Cordillot, maire de Villejuif de 1999 à 2014.

## Détail des fonctions et des mandats
- 2 janvier 1956 - 8 décembre 1958 : député de l'Yonne
- 1967 - 1973 : conseiller général du canton de Sens-Nord
- 1973 - 1998 : conseiller général du canton de Sens-Sud-Est
- 1998 - 2004 : conseiller régional de Bourgogne
- juin 1995 - mai 2001 : maire de Sens
- 1953 - 1972 : secrétaire de la fédération communiste de l'Yonne

## Distinctions
- Chevalier de la Légion d'honneur
- Officier de l'ordre des Palmes académiques